# Dollarimperialismus
Dollarimperialismus ist ein politisches Schlagwort, das der sowjetische Außenminister Wjatscheslaw Michailowitsch Molotow zu Beginn des Kalten Krieges prägte. Es bezog sich auf den Marshallplan der USA.
Die Sowjetunion sah im Marshallplan ein US-Instrument zur Schaffung einer besonderen 'Einflusssphäre' in Westeuropa nach dem Zweiten Weltkrieg. In Reaktion darauf wurde der Rat für gegenseitige Wirtschaftshilfe (RGW) gegründet.
Im Zuge der Spaltung Deutschlands nach dem Zweiten Weltkrieg wurde die Bundesregierung unter Konrad Adenauer (CDU) von der DDR als ein „von den Gnaden des Dollarimperialismus abhängiger […] Marionetten‘staat’ mit einer Marionettenregierung und einer von den USA oktroyierten, […] antideutschen Verfassung“ bezeichnet.
Der Begriff Dollarimperialismus wurde zuerst für das politische Handeln der Vereinigten Staaten in Mittelamerika um 1912 verwendet.